# Strophius
Strophius es un género de arañas cangrejo de la familia Thomisidae. Fue descrito por el alemán Eugen von Keyserling en 1880.

## Especies
- Strophius albofasciatus Mello-Leitão, 1929
- Strophius fidelis Mello-Leitão, 1929
- Strophius hirsutus O. Pickard-Cambridge, 1891
- Strophius levyi Soares, 1943
- Strophius mendax Mello-Leitão, 1929
- Strophius nigricans Keyserling, 1880
- Strophius signatus O. Pickard-Cambridge, 1892